# Frank Robinson (baloncestista)
Franklin Marquieth Robinson (Compton, California, 1 de junio de 1984) es un exjugador de baloncesto estadounidense. Con 1,93 metros de altura jugaba en las posiciones de base y escolta.

## Trayectoria

### Etapa universitaria
Durante su etapa universitaria, Robinson jugó un año en los East Carolina Pirates antes de transferirse a la Universidad Estatal de California en Fullerton, donde se incorporaría a los Titans para competir durante tres temporadas en la Big West Conference de la División I de la NCAA. En su último año fue reconocido como el Defensive Player of the Year de su conferencia.

### Etapa profesional
En 2008 se presentó al Draft de la NBA, pero no recibió ofertas de ninguna franquicia. De todos modos poco después fue convocado por los Atlanta Hawks para jugar en la NBA Summer League de Salt Lake City y participar de su campo de entrenamiento para jugadores a prueba. Pese a no quedar entre los hombres que integrarían la plantilla de ese año del equipo georgiano, Robinson contempló la posibilidad de desarrollar una carrera como profesional, la cual lo llevó a jugar en Eslovenia y Alemania. 
Luego de esa experiencia regresó a su país y tuvo un paso por la NBA D-League, cuando Los Angeles D-Fenders lo contrataron para afrontar la temporada 2009-10. El perimetral terminó su campaña promediando 12,4 puntos, 4,1 rebotes, 3,7 asistencias y 1,9 robos por partido en 38 presentaciones. Su buena actuación en el torneo lo animó a unirse al equipo que Los Angeles Lakers presentó en la NBA Summer League de Las Vegas, pero, nuevamente, los equipos de la NBA lo ignoraron para la temporada regular. 
En consecuencia Robinson optó por buscar nuevos horizontes fuera de los Estados Unidos. Tras dos temporadas repartidas en clubes de Israel y Georgia, inició un trayecto que lo llevó por Polonia, Ucrania, nuevamente Alemania, Finlandia y Grecia, siempre en equipos de la primera división. 
En enero de 2015 regresó a Israel con el objetivo de sumarse al Ironi Nahariya con el objetivo de evitar el descenso a la Liga Leumit, cosa que se logró en las últimas fechas del torneo. 
Robinson pactó su incorporación al Anyang KGC de Corea del Sur en el verano de 2015, pero una lesión en su rodilla lo obligó a rescindir su contrato durante la pretemporada del equipo y cederle su lugar a su compatriota Mario Little.
El jugador californiano reapareció en las canchas en febrero de 2016, jugando 6 partidos para el İstanbul DSİ de la Türkiye Basketbol 1. Ligi.
Su última experiencia en la élite del baloncesto profesional europeo fue la temporada 2016-17 jugando para el KK Partizan. Con ese equipo jugó la Liga Serbia de Baloncesto, la Kup Radivoja Koraća, la ABA Liga y la Liga de Campeones de Baloncesto, pero no obtuvo ninguno de los títulos en juego.
Tras terminar su contrato con los serbios, Robinson hizo una experiencia en Sudamérica jugando para el Malvín de la Liga Uruguaya de Básquetbol. Dejó el club -que luego se consagraría campeón- a mediados de enero de 2018 para migrar por segunda vez a Corea del Sur y sumarse a las filas del Changwon LG Sakers de la KBL, donde culminaría su carrera.